# Палацо „Дзевалос“
Палацо „Дзевалос“ (на италиански: Palazzo Zevallos) или „Дзевалос Стиляно“ (Zevallos Stigliano), или Палацо „Колона ди Стиляно“ (palazzo Colonna di Stigliano) е монументална сграда в град Неапол, Италия, разположена на ул. „Толедо“ 185. 
От 2007 г. до 3 април 2022 г. е дом на Италиански галерии – Неапол – част от мрежата „Италиански галерии“, собственост на банковата група „Интеза Санпаоло“. 

## История
Дворецът е построен между 1637 и 1639 г. от архитект Козимо Фандзаго по  поръчка на Хуан де Севайос и Никастро (известен също на италиански като Джовани Дзевалос), херцог на Остуни, който иска да има благороднически дворец на ул. „Толедо“ в Неапол, понеже не успява да построи такъв в близките пренаселени Испански квартали. Хуан е важен неаполитански търговец и банкер от кантабрийски произход, който влиза в администрацията на Неаполитанското вицекралство чрез придобиване на няколко печеливши длъжности, като също така получава град Остуни с херцогската титла през 1639 г. Той влиза във владение на имота след края на строежа му през 1639 г. Сградата претърпява сериозни щети по време на въстанието на Мазаниело през 1647 г. 
Дворецът преминава в наследство на сина на Хуан Франческо, който го продава през 1653 г. поради икономически затруднения на богаташа Ян ван ден Ейнде, фламандски търговец и колекционер на произведения на фламандското изкуство, както и баща на аристократа и меценат Фердинанд, който придобива от краля на Испания титлата „Маркиз на Кастелнуово“. Ян ван ден Ейнде и синът му изцяло реновират двореца с помощта на архитекта-монах Бонавентура Прести. При семейство Ван ден Ейнде, с помощта на сънародника им и приятел Гаспар Ромер, също важен фламандски търговец, меценат и колекционер на произведения на изкуството, активен в Неапол през 17 век, дворецът е обогатен с важна и обширна колекция от произведения на изкуството, сега разчленени и разпръснати в музеи и частни колекции по целия свят. Те включват произведения на Леонард Брамер, Джачинто Бранди, Ян Бокхорст, Герард ван дер Бос, Ян Брьогел Стария, Паул Брил, Вивиано Кодаци, Жак Дюйвеан, Аниело Фалконе, Гуерчино, Давид де Хаен, Питер ван Лар, Ян Мил, Корнелис ван Пуленбург, Корнелис Схют, Готфрид Валс, Бартоломео Пасанте, Матия Прети, Петер Паул Рубенс, Карло Сарачени, Масимо Станционе, Антонис ван Дайк, Симон Вуе, Петер де Вите и много други.
Фердинанд ван дер Ейнде се жени за Олинда Пиколомини, която му ражда три дъщери, две от които се омъжват за членове на важни неаполитански благороднически семейства – Джована се омъжва за дон Джулиано Колона ди Стиляно, принц на Сонино, а Елизабета за дон Карло Карафа ди Стиляно, маркиз на Анци. Джулиано Колона наследява двореца през 1688 г. Дворецът все още носи гербовете на обединението на Ван ден Ейнде и Колона над портата си.
С Джулиано Колона ди Стиляно собствеността върху сградата, като през 1688 г. преминава в собственост на семейство Колона ди Стиляно. През 17 век двореца е подложен на множество реставрации и промени, както вътрешни, така и на основната фасада. От първоначалния вид на дворецът е запазен великолепния входен портал с герба на Дзевалос, изпълнение на Фандзаго. Друга важна поръчка през този период е тази, поверена на Лука Джордано, лично нает от Джулиано Колона, който изпълнява цикъл от стенописи в двореца, за да украси вътрешните помещения. Впоследствие Паоло де Матеис и Джакомо дел По също създават стенописи там.
През първата половина на 19 век, поради някои разногласия в семейство Колона ди Стиляно, дворецът е разделен на няколко части и отдаден под наем на различни хора, които нямат връзка със семейството. Стенописите на Лука 

Джордано са изгубени, а заедно с тях и целият престиж на сградата като цяло, като междувременно в същия период значително се увеличава броят на благородническите сгради по протежение на най-важната улица на града. Няколко купувачи завладяват част от двореца, като банкерът Карло Форке се настанява на първия етаж, рицарят Отавио Пиколелис в два апартамента на мецанина, а останалите части от сградата са пуснати в продажба едва след няколко години. В този период дворецът за пореден път е подложен на архитектурна промяна в неокласически стил, извършена от Гулиелмо Тури. Най-важната част от сградата, която в наши дни е отворена за посещение, е придобита от сем. Форке, което иска за апартамента си важен цикъл от декорации и щукатури, който да украсяват основното стълбище и залите на първия етаж. За целта са наети Дженаро Малдарели и Джузепе Камарано, известни в Неапол с декорациите на благородническите дворци в града, включително и Кралския дворец.
В края на 19 век апартамента на Форке става собственост на Търговската банка на Италия, а не по рано от 1920 г. и останалите части са изкупени от същата. На тази дата сградата след почти век отново става един единствен дворец. На архитект Луиджи Платаня да адаптира сградата към новото ѝ предназначение на банка. Той покрива вътрешния двор и създава голяма зала на приземния етаж. Фасадата придобива сегашния си вид и е монтирано монументалното мраморно стълбище, заобиколено от стенописите на Джузепе Камарано и Дженаро Малдарели, включващи „Апотеоз на Сафо“ от Камарано (1832). Дворът е превърнат в зашеметяваща покрита обществена зала, засводена от стъклен таван с флорални мотиви. 
От 2007 до 21 май 2022 г. белетажът на сградата е домакин на една от трите художествени галерии, принадлежащи на банковата група „Интеза Санпаоло“ː  Италиански галерии – Неапол, съставена от около 120 произведения, включително картини и скулптури.

## Описание
Порталът на сградата, създаден от Козимо Фандзаго, е величествен, типичен за неаполитанската архитектура. Веднага щом се премине през него, вдясно се вижда още един голям благороднически герб на сем. Колона с кратка мраморна гравюра, посветена на него: щитът е същият като този, поставен над главната порта, оставяйки човек да мисли, че тези две части са добавени по-късно.
Непосредствено след входа се намира огромната централна зала на архитект Луиджи Платания, изцяло в еклектичен стил, създадена от предишния двор от вулканична скала (пиперно), изграден по първоначалния проект на Фандзаго. По стените ѝ има стенописи от Едзекиеле Гуардашоне; покритието е чрез декорирана стъклена капандура. Монументалното стълбище вдясно води към горния етаж и е украсено с големи лампи и позлатени щукатури в стил от 19 век. На свода има „Апотеоз на Сафо“, като стенописът на Джузепе Камарано е подписан и датиран от 1832 г. Стените, оцветени в мъхестозелено, са украсени в неокласически стил от Дженаро Малдарели.
След като монументалното стълбище завършва, залите, които съставляват белетажа, се отварят последователно. Сред тях са зала „Амурини“, декорирана на свода със стенописи  от края на 19 век, зала „Щукатури“, украсена с неокласически елементи по стените, Залата на  птиците, украсена с животински и флорални мотиви от 19 век, от които получава името си, Зала „Помпей“, която носи името си от класическите мотиви на темперните декорации, характеризиращи свода, и накрая Залата на вярността, наречена така заради красивата фреска представяща Добродетелта, дело на Джузепе Камарано и Дженаро Малдарели.